# 劉凝之
劉凝之（390年—448年），字志安，小名長年，南郡枝江縣（今湖北省枝江市）人，东晋、南朝宋隐士。
父亲劉期公，任衡陽太守，兄长劉盛公，立志高尚，不入仕途。劉凝之傾慕老萊子、嚴子陵的为人，把家財推讓給弟弟和侄子，自己另作住宅在鄉間，不是自己的勞動所得就不吃，州里的人很敬重他的德行。州里三次禮徵他爲西曹主簿，舉薦爲秀才，他不就職。他的妻子是梁州刺史郭銓的女兒，陪嫁的資財豐盛，他全部散發給親屬。他的妻子也能不圖慕榮華富貴，與他共同安於儉樸艱苦的生活。夫妻倆同乘一輛蒲草裹輪的大車，到市場買賣交易，買來的東西，除了自己够用之外，全部拿來施捨别人。他被村裏人欺騙，一年中三次交納賦税，一求就給。有人曾錯認他的鞋子為自己的，他却笑着説:“這鞋子已經穿破了，我讓家裹人找雙新的給你吧。”這人後來在田間找到了自己所丢失的鞋子，把新鞋送還，而他却不肯收回。
元嘉初年，朝廷徵聘他为秘書郎，不就職。臨川王刘义慶、衡陽王刘义季镇守江陵，他們都派遣使者問候他，刘凝之覆信的末尾寫到“頓首”時，自稱為“僕”平等相待，不執百姓對王侯的禮節，有人就批評他做得不恰當。刘凝之説:“從前老萊子對楚王自稱爲‘僕’，嚴子陵在汉光武帝面前也是行對等之禮，我没聽説過巢父、許由向堯、舜稱‘臣’的。”當時戴颙給衡陽王刘义季寫信也是自稱爲“僕”。荆州有一年饑荒，刘义季擔憂刘凝之會餓死，贈給他十萬錢。劉凝之很高興，帶錢到市集門口，看到面有飢色的人，都分給他們，一會兒功夫，錢就分完了。他生性愛好山水景色，有一天携同妻子兒女泛舟江湖，在衡山南面隱居下來。他登上高嶺，建小屋子在此居住，采藥服食，妻子兒女都依從他的意願。元嘉二十五年（448年）去世，時年五十九歲。